# ليتل مسفورتشن
ليتل مسفورتشن (بالإنجليزية: Little Misfortune)‏ هي لعبة فيديو مغامرات ذات طابع خيالي مظلم، طُورت ونُشرت من قبل استوديو كيلمونداي غيمز السويدي المستقل لعام 2019. تدور أحداث اللعبة في نفس عالم لعبة فران بو، وشخصية اللعبة فتاة تدعى «مسفورتشن راميرز هيرناندز» (8 سنوات)، تعيش مع والديها في ضواحي مدينة أوبن فيلدزالخيالية بالسويد، حيث تسترشد بصوت في رأسها، وتسعى للحصول على جائزة السعادة الأبدية لأمها.

## أسلوب اللعب
تعيين في منظور 2.5D ، يمكن للاعب التحرك للأمام أو للخلف فقط. في نقاط معينة من اللعبة، يتعين على اللاعب تحديد اختيارات لـ مسفورتشن، والتي قد تؤدي إلى مشاهد متحركة خاصة. ستحث اللعبة اللاعب أيضًا على توجيه يد مسفورتشن لتنفيذ إجراءات معينة أو لعب ألعاب صغيرة، مثل إصلاح مزهرية مكسورة أو لعب لعبة (Whac-A-Mole أو الخُلد المُغفل).

## القصة
تدور الأحداث في عام 1993، مسفورتشن راميريز هيرنانديز البالغة من العمر 8 سنوات تعيش حياة حزينة وحيدة مع والديها المسيئين في ضواحي مدينة أوبن فيلدز الخيالية بالسويد. يعلن الراوي أن اليوم هو اليوم الذي سوف تموت فيه مسفورتشن، ولكن تتفاجأ عندما تقول مسفورتشن أنها تستطيع سماعه. يدعو الصوت مسفورتشن للعب لعبة تقوم فيها بالاختيارات، وأنه «لا يوجد صواب أو خطأ، فقط العواقب». عندما تتغلب على اللعبة، وتكافأ بجائزة السعادة الأبدية. تقبل مسفورتشن، ويخبرها الصوت أن مهمتها الأولى هي مغادرة المنزل. باتباع أوامره، يتم توجيه مسفورتشن عبر شوارع أوبن فيلدز، ويواجه ثعلبًا مجسمًا، تسميه بنيامين، والذي حذرها منه الراوي عدة مرات، والذي يهرب عندما تقترب مسفورتشن كثيرًا. تكتشف مسفورتشن كتابًا يشرحه الراوي باعتباره بُعدًا آخر يُدعى «مورغو». من الواضح أن بنيامين هو «حامي» يسعى جاهدًا لحماية الأطفال من مورغو ولكنه ممنوع من التفاعل معهم بشكل مباشر. تجد مسفورتشن نفسها في الفناء الخلفي لمنزلها، حيث ترى جثتها وقد دهستها سيارة. يقودها بنيامين عبر بوابة إلى الواقع الرابع حيث تواجه الموت، الذي يخبرها أنهم كانوا يتوقعونها. إذا رشت مسفورتشن بريقًا على 16 عنصرًا محددًا في وسط اللعبة، فستلعب نهاية أخرى حيث تحظى والدتها بسعادة مسفورتشن، وتخلع قناعها وتبتسم.

## التطوير
بحلول نهاية عام 2015، كان كيلمونداي قد أكمل اللعبة الأولى، فران بو. كانت مضاءة باللون الأخضر وكان من المقرر إطلاقها على ستيم. استغرق الأمر وقتًا أطول بكثير مما كان متوقعًا ونفد المال من ألعاب كيلمونداي. كانت مبيعات اللعبة حاسمة بالنسبة لهم حتى يتمكنوا من مواصلة التطوير. بعد نجاح فران بو، بدأ كيلمونداي العمل على «لعبتهم السرية»، والتي أصبحت فيما بعد ليتل مسفورتشن.
في 13 يوليو 2018، أعلن كيلمونداي عنوان لعبتهم الجديدة. في الشهر التالي، تم تحميل تحديثات الشهر التالي حول تقدم اللعبة على قناتهم على YouTube ، بحلول وقت الإصدار، قاموا بتحميل 26 تحديثًا أسبوعيًا. في 2 سبتمبر، أعلن كيلمونداي أنه سيتم إصدار اللعبة في أقل من ثلاثة أسابيع بقليل، في 18 سبتمبر 2019. في اليوم السابق للإصدار، أُعلن أن مالكي فران بو سيحصلون على خصم 10٪ على ليتل مسفورتشن.

## الاستقبال
تلقت لعبة ليتل مسفورتشن آراء متباينة من النقاد، الذين أشادوا بأسلوب اللعبة الفني والجوانب الموضوعية، لكنهم انتقدوا افتقار اللعبة إلى أسلوب اللعب، وسوء التعامل مع مواضيع معينة مثل سذاجة الأطفال، وقصر الطول نسبيًا. في ميتاكريتيك، حصلت اللعبة على 57 من 100، مما يشير إلى «تقييمات مختلطة أو متوسطة».
قدمت حجر، ورقة، بندقية مراجعة مختلطة للعبة، قائلة "بعض الموضوعات، مثل الإساءة، تدعم السرد بأكمله وتعمل على نطاق واسع لمنحها أساسًا في عدم الرضا الحقيقي.
أعطى كوتاكو اللعبة مراجعة أكثر إيجابية، قائلًا في حين أن مغامرة ليتل مسفورتشن ليست طويلة (استغرق مني حوالي 2.5 ساعة للخروج من الجانب الآخر)، إلا أنها ذات مغزى كبير. مسفروتشن عبارة عن حزمة من الفرح الخالص، وهي مسرورة لقضاء الوقت معها، حتى لو وصلت مغامراتها إلى نهاية مفاجئة. بينما تنتشر مسفروتشن وتخدع طريقها عبر الأجزاء المظلمة من قصتها، بما في ذلك رحلة عبر ملهى ليلي هامستر مفعم بالحيوية، سيكون اللاعبون على دراية تامة بالعالم الشرير الذي ترقص فيه. " 

## روابط خارجية
- الموقع الرسمي